# Uruguayella ringueleti
Uruguayella ringueleti är en svampdjursart som först beskrevs av Bonetto och Ezcurra de Drago 1969.  Uruguayella ringueleti ingår i släktet Uruguayella och familjen Spongillidae. Inga underarter finns listade i Catalogue of Life.